# Bandulu
Bandulu is een bestuurslaag in het regentschap Serang van de provincie Banten, Indonesië. Bandulu telt 8166 inwoners (volkstelling 2010).